# Jacqueline Woodson
Jacqueline Amanda Woodson (Columbus, 12 febbraio 1963) è una scrittrice statunitense specializzata in letteratura per ragazzi.

## Biografia
Nata nel 1963 a Columbus, nell'Ohio, vive e lavora a Brooklyn.
Cresciuta a Greenville, nella Carolina del Sud, e a Brooklyn, si è laureata in Inglese e prima di approdare alla scrittura è stata terapista per bambini scappati di casa e senzatetto a New York.
Autrice di due romanzi per adulti, il resto della sua produzione comprende più di venti libri destinati ad un pubblico giovane o giovanissimo incentrati su temi quali l'identità di genere, le differenze di classe e i conflitti razziali.
Nominata National Ambassador for Young People’s Literature per il biennio 2018-2019, nel corso della sua carriera ha ricevuto svariati riconoscimenti tra i quali spicca l'Astrid Lindgren Memorial Award alla carriera nel 2018 e il Premio Hans Christian Andersen nel 2020.

## Opere principali

### Romanzi
- Autobiography of a Family Photo (1995)
- Figlie di Brooklyn (Another Brooklyn, 2016), Firenze, Clichy, 2017 traduzione di Tiziana Lo Porto ISBN 978-88-6799-367-3.

### Young Adult
- The Dear One (1990)
- I Hadn't Meant to Tell You This (1994)
- From the Notebooks of Melanin Sun (1995)
- The House You Pass on the Way (1997)
- If You Come Softly (1998)
- Lena (1999)
- Miracle's Boys (2000)
- Hush (2002)
- Behind You (2004)
- Beneath a Meth Moon (2012)

### Letteratura per bambini
- L'ultima estate (Last Summer with Maizon, 1990), Milano, Mondadori, 1991 traduzione di Francesca Cavattoni ISBN 88-04-34942-5.
- Maizon at Blue Hill (1992)
- Between Madison and Palmetto (1993)
- Feathers (2007)
- After Tupac and D Foster (2008)
- Peace Locomotion (2009)
- Locomotion (2010)
- Brown Girl Dreaming (2014)

### Libri illustrati
- Martin Luther King, Jr. and His Birthday (1990)
- Book Chase (1994)
- We Had a Picnic This Sunday Past (1997)
- Sweet, Sweet Memory(2000)
- The Other Side (2001)
- Visiting Day (2002)
- Our Gracie Aunt (2002)
- Coming on Home Soon (2003)
- Show Way (2006)
- Pecan Pie Baby (2010)
- Each Kindness (2012)
- This Is the Rope  (2013)

## Filmografia
- Miracle's Boys (2005) miniserie televisiva  diretta da Spike Lee, Bill Duke, Ernest Dickerson, Neema Barnette e LaVar Burton (soggetto)

## Premi e riconoscimenti
- Medaglia Newbery: Nomination nel 2006-2008-2009-2015
- National Book Award per la letteratura per ragazzi: 2014 per Brown Girl Dreaming
- Astrid Lindgren Memorial Award: 2018 alla carriera
- Children's Literature Legacy Award: 2018 alla carriera
- Premio Hans Christian Andersen: 2020 alla carriera